# Sigmatomera seguyi
Sigmatomera seguyi är en tvåvingeart som beskrevs av Alexander 1929. Sigmatomera seguyi ingår i släktet Sigmatomera och familjen småharkrankar.
Artens utbredningsområde är Costa Rica. Inga underarter finns listade i Catalogue of Life.